# Medio Campidano (provins)
Provinsen Medio Campidano (it. Provincia del Medio Campidano) var en provins i regionen Sardinien i Italien. Sanluri og Villacidro var provinsens hovedbyer.
Der var 105.400 indbyggere ved folketællingen i 2001.

## Geografi
Provinsen Medio Campidano grænser til:
- i nord mod provinsen Oristano,
- i øst mod provinsen Nuoro,
- i syd mod provinserne Cagliari og Carbonia-Iglesias og
- i vest mod Middelhavet.

39°34′00″N 8°54′00″Ø / 39.5667°N 8.9°Ø